# Palazzo del Sedile (Matera)
Il palazzo del Sedile, collocato nell'omonima piazza, rappresenta il fulcro della vita culturale e amministrativa della città di Matera.

## Storia
A Matera, in quanto città del Regno di Napoli, il Parlamento comunale rappresentava la maggiore istituzione politica e aveva sede nel cosiddetto Sedile. Il Sedile era anche detto "Portico" o "Tocco" e ospitava le riunioni delle Curie e delle Fratrie. Il primo Sedile era sito sul sagrato del Duomo, dove si tenevano le assemblee, mentre la Cancelleria era collocata nella casa di Tuccio de Scalzonis e dei Signori Moro. 

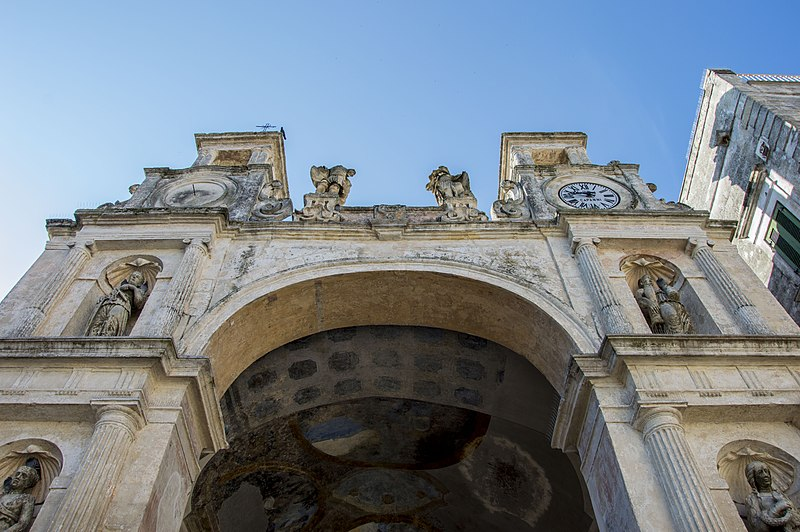

 Tuttavia tale divisione divenne insostenibile e così, mentre si procedeva alla costruzione "dell'abitual residenza" (il Municipio), il Sedile occupò l'antica chiesa subdivale di Sant'Eustachio. Gli argomenti trattati nel Sedile erano molto vari: si passava dal fissare il prezzo del pane, dei formaggi e dei legumi, dall'approvvigionamento dell'acqua al risarcimento della condotta di acqua della Fontana, alla disciplina per la vendita del ghiaccio. Molti provvedimenti erano presi per ovviare alla miseria molto diffusa nella popolazione. Un argomento di grande importanza fu discusso in Sedile nel 1584 per la costruzione di un ponte sulla Gravina di Picciano, mentre il 25 dicembre 1599 il Sindaco propose l'ampliamento della Cancelleria e la sistemazione dell'Archivio. Nel 1575 il Palazzo del Sedile fu poi collocato ai piedi delle mura del castrum, tra la porta di Juso e l'altura di San Francesco, in Piazza Maggiore (l'attuale Piazza del Sedile).

## Architettura e stile

Statua della Temperanza, facciata del Palazzo del Sedile

Nel 1779 fu ammodernata la facciata del Palazzo in stile rinascimentale. Resa imponente da due torri campanarie, fu arricchita da diverse statue; a sinistra Sant'Eustachio e a destra Sant'Irene (ai cui piedi è riconoscibile la rappresentazione dei Sassi di Matera). Malgrado quest'ultima sia stata talvolta identificata come la statua della Madonna della Bruna, tuttavia Pietro Antonio Ridola, nella Descrizione storico-statistica della città di Matera del 1857, afferma che la statua della Madonna della Bruna era posta originariamente al centro tra san'Eustachio e sant'Irene e fu rovinata da una tempesta. Quattro altre statue, rappresentanti le quattro virtù cardinali, furono sistemate in nicchie valvate: in basso a destra, una donna con ai piedi un serpente simboleggia la prudenza, in alto a destra una donna che spezza una colonna simboleggia la fortezza; in basso a sinistra una donna che versa dell'acqua in una coppa di vino simboleggia la temperanza; in alto a sinistra una donna con in mano una bilancia e una spada simboleggia la giustizia. È evidente che queste statue non abbiano una funzione decorativa, bensì rendono il Sedile un "palazzo parlante": comunicano infatti a chi è all'esterno quali siano gli ideali propri di un buon amministratore.

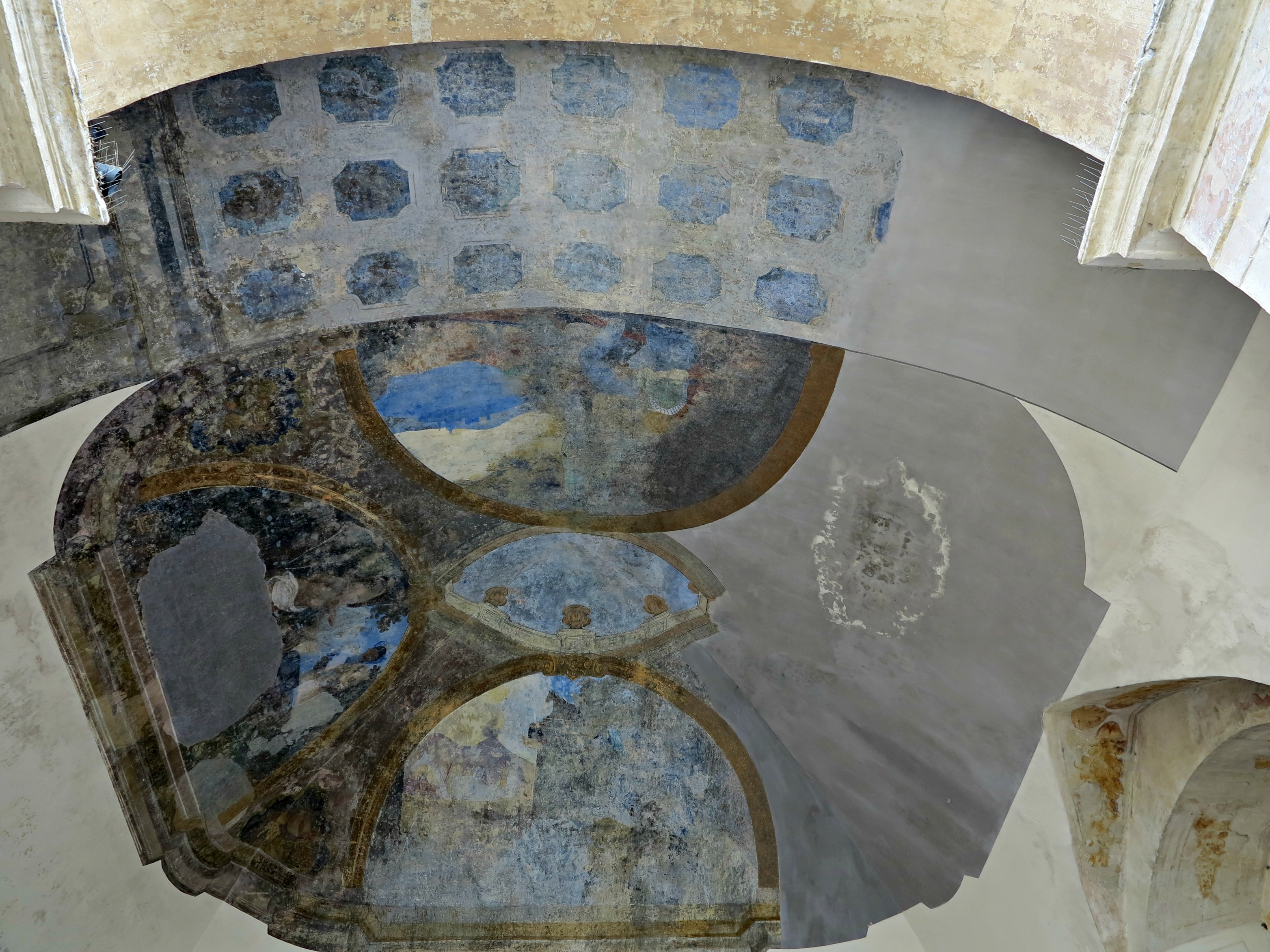

 Il grande arco d'ingresso è tipicamente rinascimentale ed è fiancheggiato da due torri caratterizzate dalla presenza di un orologio e una meridiana. Nell'androne sulla destra è possibile ammirare un affresco raffigurante Carlo III a cavallo e sulla volta dei dipinti celebrativi delle bellezze del Regno di Napoli. Nel 1840 fu decisa la costruzione della Sala Consiliare, struttura interna in aggiunta al Sedile esterno. Davanti all'androne d'ingresso, era presente il Sedile, monumento politico-amministrativo della città, che verso il 1930 fu inspiegabilmente abbattuto.

## Il palazzo oggi
Nel 1965 venne istituita una sezione distaccata del Conservatorio "Niccolò Piccinni" di Bari, intitolata al musicista materano Egidio Romualdo Duni, che ha ottenuto l'autonomia nel 1969. Nei primi anni di funzionamento per poter svolgere saggi, concerti e dibattiti, è stato utilizzato il teatrino di casa Malvezzi, poi sostituito da un grande Auditorium intitolato a Raffaele Gervasio, con una capienza di circa 400 posti a sedere, promosso dal Comune di Matera e dalla Regione Basilicata. La scelta del Palazzo del Sedile come prima sede del Conservatorio di musica di Matera è da ritenersi di grande importanza perché la presenza di un'attiva istituzione ha reso possibile arginare lo svuotamento del centro storico.